# Antonio José Hernández Navarro
Antonio José Hernández Navarro (Madrid, 18 de febrero de 1920; Madrid, 23 de agosto de 1982) fue un abogado, escritor, periodista y sindicalista español, procurador en Cortes en representación de la Organización Sindical como Jefe del Sector Servicios de la Vicesecretaría de Ordenación Económica y de Ordenación Social desde el 7 de noviembre de 1956 hasta el  21 de diciembre de 1965 y como Presidente del Sindicato Nacional del Papel, Prensa y Artes Gráficas hasta el 30 de junio de 1977.

## Biografía

### Carrera política
Quintacolumnista en el Madrid de la guerra, abandona sus estudios para alistarse en la División Azul cuyas memorias autobiográficas quedaron plasmadas en  Ida y Vuelta (1971), una de las obras divisionarias de las que se han publicado más ediciones.
A su regreso a España fue dirigente del Frente de Juventudes ingresando en las filas de la “Milicia Universitaria” para convertirse en Oficiales de Complemento de la Primera Promoción de la IPS alcanzando el rango de Comandante de Complemento.
Sustituye a Eduardo Berastegui Guerendian en la jefatura Nacional del Sector Servicios de la Vicesecretaría de Ordenación Económica y de Ordenación Social, cesado por Orden de 24 de octubre de 1956. Ocupa el cargo hasta el 21 de diciembre de 1965 cuando fue nombrado Presidente del Sindicato Nacional del Papel, Prensa y Artes Gráficas siendo sustituido por Nemesio Fernández Cuesta y Melero y sustituyendo a Rodolfo Martín Villa.

### Procurador
Procurador en las Cortes durante el franquismo, nato en representación de la Organización Sindical por su condición de jefe de Servicios de la Vicesecretaría de Ordenación Económica y de Ordenación Social en  la  V Legislatura de las Cortes Españolas (1955-1959).
Miembro de la Comisión de Leyes Fundamentales y Presidencia de Gobierno presidida por Fernando Suárez de Tangil y Angulo en 1958.
En mayo de 1972 presente una enmienda al el proyecto de ley de Autopistas en régimen de concesión tendente a limitar la proporción de capital extranjero respecto al capital español, de las sociedades de construcción. Fue rechazada por 230 votos en contra, 27 a favor y tres abstenciones.
Fue uno de los 59 procuradores quienes el 18 de noviembre de 1976 en las Cortes Españolas votaron en contra de  la Ley para la Reforma Política que derogaba los Principios Fundamentales del Movimiento.

## Condecoraciones
- Gran cruz de la Orden de Cisneros, concedida el 18 de julio de 1962.
- Gran cruz de la Orden del Mérito Civil, concedida el 1 de abril de 1969.
- Cruz de honor de la Orden de San Raimundo de Peñafort, concedida el 18 de julio de 1967.

## Escritos
- Ida y Vuelta. Este libro tiene diferentes ediciones, la primera de Luis de Caralt (1946), la segunda de Editora nacional (1955), la tercera en Colección Austral de la Editorial EspasaCalpe (1971), y la cuarta de Editorial Actas (2004), ISBN 978-84-9739-41-5.